# Narek
Narek là một đô thị thuộc tỉnh Ararat, Armenia. Dân số ước tính năm 2011 là 1275 người.